# Borówki (Baja Silesia)
Borówki es una localidad del distrito de Bolesławiec, en el voivodato de Baja Silesia (Polonia). Se encuentra en el suroeste del país, dentro del término municipal de Gromadka, a unos 3 km al oeste de la localidad homónima y sede del gobierno municipal, a unos 16 al nordeste de Bolesławiec, la capital del distrito, y a unos 96 al oeste de Breslavia, la capital del voivodato. En 2011, según el censo realizado por la Oficina Central de Estadística polaca, su población era de 197 habitantes. Borówki perteneció a Alemania hasta 1945.